# Kosice Challenger 1995
Il Kosice Challenger 1995 è stato un torneo di tennis facente parte della categoria ATP Challenger Series nell'ambito dell'ATP Challenger Series 1995. Il torneo si è giocato a Košice in Slovacchia dal 19 al 25 giugno 1995 su campi in terra rossa.

## Vincitori

### Singolare
Adrian Voinea ha battuto in finale  Roberto Carretero-Diaz con il punteggio di 6–3, 4–6, 6–1

### Doppio
Jiří Novák /  David Rikl hanno battuto in finale  Jeff Tarango /  Adrian Voinea con il punteggio di 7–6, 6–2